# أندرو فرايد
أندرو فرايد (بالإنجليزية: Andrew Fried)‏ هو منتج أفلام أمريكي، ولد في 10 فبراير 1976.

## وصلات خارجية
- أندرو فرايد على موقع IMDb (الإنجليزية)
- أندرو فرايد على موقع قاعدة بيانات الفيلم (الإنجليزية)